# Schweizer Parlamentswahlen 1848/Resultate Nationalratswahlen

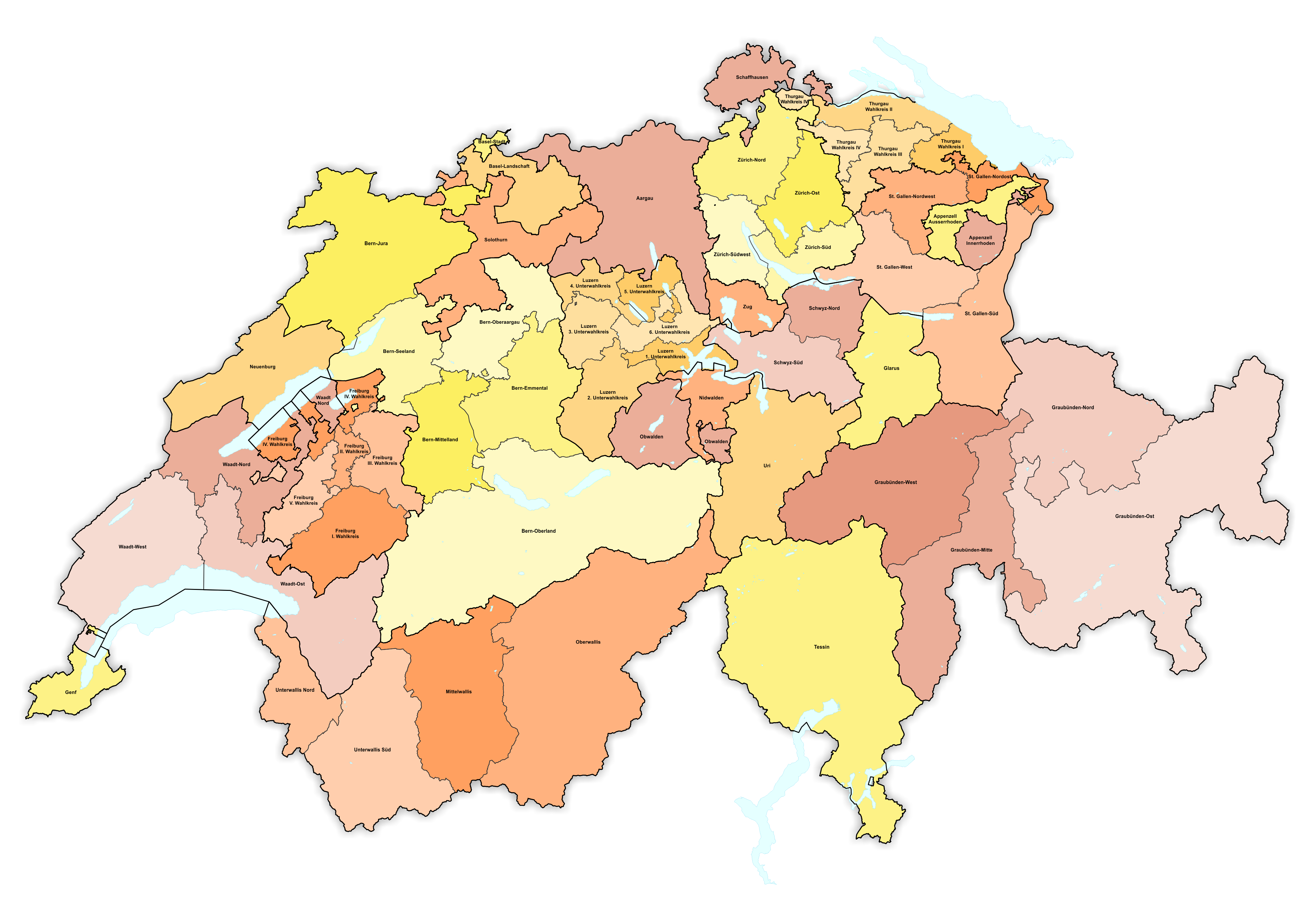
Nationalratswahlkreise 1848

Die Nationalratswahlen der 1. Legislaturperiode fanden im Oktober 1848 statt. Zu besetzen waren 111 Sitze im schweizerischen Nationalrat. Auf dieser Seite finden sich die detaillierten Resultate in den Kantonen.

## Erklärungen
Wie bei allen Wahlen vor der Einführung des heute üblichen Proporzwahlrechts im Jahr 1919 gelangte das Majorzwahlrecht zur Anwendung. Das Land war zu diesem Zweck in 57 unterschiedlich grosse Nationalratswahlkreise unterteilt, in denen ein bis vier Sitze zu vergeben waren. Angewendet wurde die so genannte romanische Mehrheitswahl, bei der ein Kandidat die absolute Mehrheit der abgegebenen Stimmen benötigte, um gewählt zu werden. Jeder Wähler hatte so viele Stimmen, wie Sitze zu vergeben waren. In einzelnen Wahlkreisen waren bis zu sechs Wahlgänge notwendig.
In den Kantonen Appenzell Ausserrhoden, Appenzell Innerrhoden, Glarus, Obwalden, Nidwalden und Uri erfolgte die Wahl durch die jeweilige Landsgemeinde. Aus diesem Grund sind keine genauen Ergebnisse verfügbar.
- Wahlkreis: Die Kantonsregierungen legten Anzahl und Grösse der Wahlkreise selbst fest, da es noch keine gesetzlichen Bestimmungen auf Bundesebene gab. Die auf dieser Seite verlinkten Wahlkreise entsprechen in der Regel jenen, die 1851 verwendet wurden und unverändert blieben. Die weiterführenden Artikel besitzen ein Lemma mit einer inoffiziellen geografischen Bezeichnung.
- Gewählte Kandidaten sind fett markiert, nicht gewählte Kandidaten sind kursiv markiert

## Parteien
Eine Zuordnung von Kandidaten zu Parteien und politischen Gruppierungen ist nur bedingt möglich, da sie nicht auf offiziellen Parteilisten kandidierten. Der politischen Wirklichkeit des 19. Jahrhunderts entsprechend kann man eher von Parteiströmungen oder -richtungen sprechen. Die verwendeten Parteibezeichnungen sind daher eine ideologische Einschätzung.
- FL = Freisinnige Linke (Freisinnige, Radikale, Radikaldemokraten)
- LM = Liberale Mitte (Liberale, Liberaldemokraten)
- KK = Katholisch-Konservative
- ER = Evangelische Rechte (evangelische/reformierte Konservative)
- DL = Demokratische Linke (extreme Linke)

## Ergebnisse der Nationalratswahlen

### Kanton Aargau (9 Sitze)
1848 bildete der ganze Kanton Aargau das einzige Mal in der Majorz-Ära einen einheitlichen Wahlkreis. 1851 erfolgte eine Aufteilung in drei Wahlkreise.
| Wahlkreis                   | Sitze | Datum                          | Wahlbe- rechtigte | Anzahl Wählende | Wahlbe- teiligung | Gewählte und Nichtgewählte | Partei                     | Stimmen | Anteil |
| --------------------------- | ----- | ------------------------------ | ----------------- | --------------- | ----------------- | --- | -------------------------- | --- | --- |
| ganzer Kanton ein Wahlkreis | 9     | 15. Oktober 1848               | 45 064            | 36 385          | 80,7 %            | Friedrich Frey-Herosé Adolf Fischer Johann Peter Bruggisser Karl Rudolf Tanner Gottlieb Jäger Johann Ulrich Hanauer Johann Dössekel Plazid Weissenbach sr. Jakob Isler Karl Ferdinand Schimpf Gregor Lützelschwab Karl Ludwig Baldinger Gottlieb Herzog Guillaume Henri Dufour Udalrich Schaufelbühl Karl Ludwig Ringier Otto Senn | FL FL LM FL KK LM KK LM DL | 29 860 24 882 24 678 22 535 22 356 20 714 16 564 12 339 11 744 11 442 09 136 09 042 05 877 05 237 04 612 04 562 03 788 | 82,1 % 68,4 % 67,8 % 61,9 % 61,4 % 56,9 % 45,5 % 33,9 % 32,3 % 31,4 % 25,1 % 24,9 % 16,2 % 14,4 % 12,7 % 12,5 % 10,4 % |
| ganzer Kanton ein Wahlkreis | 9     | 29. Oktober 1848 (2. Wahlgang) | 44 310            | 35 882          | 81,0 %            | Johann Dössekel Karl Ferdinand Schimpf Jakob Isler Plazid Weissenbach sr. Gregor Lützelschwab Karl Ludwig Baldinger Udalrich Schaufelbühl | FL FL LM FL KK KK          | 22 544 20 713 16 711 14 765 08 851 08 412 04 656                                                                       | 62,8 % 57,7 % 46,6 % 41,1 % 24,7 % 23,4 % 13,0 %                                                                       |
| ganzer Kanton ein Wahlkreis | 9     | 5. November 1848 (3. Wahlgang) | 43 625            | 35 989          | 80,5 %            | Jakob Isler Gregor Lützelschwab Plazid Weissenbach sr. | LM KK FL                   | 22 222 06 532 06 383                                                                                                   | 61,7 % 18,1 % 17,7 %                                                                                                   |
| ganzer Kanton ein Wahlkreis | 9     | 25. Februar 1849               | 43 625            | 34 702          | 79,6 %            | Samuel Friedrich Siegfried Franz Waller Johann Hartmann Künzli | FL FL DL                   | 25 095 04 129 03 649                                                                                                   | 72,3 % 11,9 % 10,5 %                                                                                                   |

### Kanton Appenzell Ausserrhoden (2 Sitze)
| Wahlkreis | Sitze | Datum           | Wahlbe- rechtigte | Gewählte                                 | Partei |
| --------- | ----- | --------------- | ----------------- | ---------------------------------------- | ------ |
| (Nr. 26)  | 2     | 8. Oktober 1848 | ca. 10 800        | Johann Heinrich Heim Johann Jakob Sutter | FL FL  |

### Kanton Appenzell Innerrhoden (1 Sitz)
| Wahlkreis | Sitze | Datum            | Wahlbe- rechtigte | Gewählte              | Partei |
| --------- | ----- | ---------------- | ----------------- | --------------------- | ------ |
| (Nr. 27)  | 1     | 26. Oktober 1848 | ca. 3 600         | Johann Nepomuk Hautle | KK     |

### Kanton Basel-Landschaft (2 Sitze)
| Wahlkreis | Sitze | Datum                          | Wahlbe- rechtigte | Anzahl Wählende | Wahlbe- teiligung | Gewählte und Nichtgewählte | Partei         | Stimmen                                   | Anteil                                           |
| --------- | ----- | ------------------------------ | ----------------- | --------------- | ----------------- | --- | -------------- | ----------------------------------------- | ------------------------------------------------ |
| (Nr. 24)  | 2     | 8. Oktober 1848                | 10 150            | 3 813           | 37,6 %            | Johann Jakob Matt Emil Remigius Frey Johann Jakob Aenishänslin Anton von Blarer Stephan Gutzwiller Johann Jakob Hug Johann Heinrich Plattner | FL DL FL DL FL | 2 324 1 174 0 877 0 627 0 516 0 396 0 302 | 60,9 % 30,8 % 23,0 % 16,4 % 13,5 % 10,4 % 07,9 % |
| (Nr. 24)  | 2     | 22. Oktober 1848 (2. Wahlgang) | 10 150            | 3 589           | 35,3 %            | Emil Remigius Frey | DL             | 1 680                                     | 46,8 %                                           |

### Kanton Basel-Stadt (1 Sitz)
| Wahlkreis | Sitze | Datum            | Wahlbe- rechtigte | Anzahl Wählende | Wahlbe- teiligung | Gewählte und Nichtgewählte                                    | Partei   | Stimmen          | Anteil               |
| --------- | ----- | ---------------- | ----------------- | --------------- | ----------------- | ------------------------------------------------------------- | -------- | ---------------- | -------------------- |
| (Nr. 23)  | 1     | 19. Oktober 1848 | 3 712             | 2 760           | 74,4 %            | Achilles Bischoff Karl Johann Brenner Johann Jakob Burckhardt | LM FL ER | 1 564 1 111 0039 | 56,7 % 40,3 % 01,4 % |

### Kanton Bern (20 Sitze)
| Wahlkreis | Sitze | Datum                           | Wahlbe- rechtigte | Anzahl Wählende | Wahlbe- teiligung | Gewählte und Nichtgewählte | Partei         | Stimmen                                                     | Anteil                                                                |
| --------- | ----- | ------------------------------- | ----------------- | --------------- | ----------------- | --- | -------------- | ----------------------------------------------------------- | --------------------------------------------------------------------- |
| (Nr. 5)   | 4     | 10. Oktober 1848                | 17 325            | 3 445           | 19,8 %            | Johann Karlen Jakob Imobersteg Albert Lohner Johann Anton von Tillier Ulrich Ochsenbein Johann Ritschard Friedrich Seiler                                                         | FL FL ER FL    | 2 225 1 474 1 363 1 277 1 232 1 039 1 029                   | 64,6 % 42,8 % 39,6 % 37,1 % 35,8 % 30,2 % 29,9 %                      |
| (Nr. 5)   | 4     | 22. Oktober 1848 (2. Wahlgang)  | 17 325            | 4 890           | 28,2 %            | Albert Lohner Jakob Imobersteg Friedrich Seiler Johann Ritschard Johann Anton von Tillier                                                                                         | FL FL ER ER    | 2 663 2 529 2 497 1 275 0 776                               | 54,5 % 51,7 % 51,1 % 26,1 % 15,9 %                                    |
| (Nr. 6)   | 4     | 10. Oktober 1848                | 17 919            | 4 423           | 24,7 %            | Ulrich Ochsenbein Alexander Ludwig Funk Johann Anton von Tillier Friedrich Fueter Ludwig von Fischer Eduard Blösch Bendicht Straub Jakob Stämpfli Andreas Mathys Adolf Wyttenbach | FL FL ER FL ER | 2 996 2 560 1 835 1 621 1 472 1 346 1 260 1 103 1 042 0 689 | 67,7 % 57,9 % 41,5 % 36,6 % 33,3 % 30,4 % 28,5 % 24,9 % 23,6 % 15,6 % |
| (Nr. 6)   | 4     | 22. Oktober 1848 (2. Wahlgang)  | 17 919            | 2 250           | 12,6 %            | Friedrich Fueter Johann Anton von Tillier Eduard Blösch Ludwig von Fischer | ER ER ER       | 2 224 1 586 0 881 0 378                                     | 98,8 % 70,5 % 39,2 % 16,8 %                                           |
| (Nr. 6)   | 4     | 5. November 1848 (3. Wahlgang)  | 17 919            | ca. 1 700       | 9,5 %             | Guillaume Henri Dufour Ludwig von Fischer Adolf Wyttenbach Andreas Mathys | ER ER FL       | 0 663 0 643 0 244 0 150                                     | 39,0 % 37,8 % 14,4 % 08,8 %                                           |
| (Nr. 6)   | 4     | 12. November 1848 (4. Wahlgang) | 17 919            | ca. 2 200       | 12,3 %            | Guillaume Henri Dufour Ludwig von Fischer | ER ER          | 1 142 1 078                                                 | 51,9 % 49,0 %                                                         |
| (Nr. 6)   | 4     | 26. November 1848 (5. Wahlgang) | 17 919            | 1 261           | 7,0 %             | Johann August Weingart | FL             | 0 775                                                       | 61,5 %                                                                |
| (Nr. 6)   | 4     | 19. Januar 1849                 | 17 462            | 3 539           | 19,7 %            | Ludwig von Fischer Johann August Weingart Andreas Mathys Eduard Blösch | ER FL ER       | 1 877 1 698 1 392 1 280                                     | 53,0 % 48,0 % 39,3 % 36,2 %                                           |
| (Nr. 7)   | 3     | 10. Oktober 1848                | 16 434            | 1 335           | 8,1 %             | Ulrich Ochsenbein Karl Neuhaus Alexander Ludwig Funk Eduard Blösch | FL FL ER       | 0 978 0 838 0 487 0 424                                     | 73,3 % 62,8 % 36,5 % 31,8 %                                           |
| (Nr. 7)   | 3     | 22. Oktober 1848 (2. Wahlgang)  | 16 434            | 1 980           | 12,0 %            | Alexander Ludwig Funk Eduard Blösch | FL ER          | 1 370 0 607                                                 | 69,2 % 30,7 %                                                         |
| (Nr. 7)   | 3     | 5. November 1848 (3. Wahlgang)  | 16 434            | 1 567           | 9,5 %             | Johann Schneider Karl Karrer Guillaume Henri Dufour | LM FL ER       | 1 180 0 597 0 390                                           | 75,3 % 38,1 % 24,9 %                                                  |
| (Nr. 7)   | 3     | 5. November 1848 (4. Wahlgang)  | 16 434            | 1 446           | 8,8 %             | Guillaume Henri Dufour Karl Karrer | ER FL          | 0 952 0 494                                                 | 65,8 % 34,2 %                                                         |
| (Nr. 7)   | 3     | 19. November 1848 (5. Wahlgang) | 16 434            | ca. 1 050       | 6,4 %             | Karl Karrer David Moser | FL ER          | 0 512 0 254                                                 | 48,8 % 24,2 %                                                         |
| (Nr. 7)   | 3     | 26. November 1848 (6. Wahlgang) | 16 434            | 0 488           | 3,0 %             | Karl Karrer | FL             | 0 488                                                       | 100,0 %                                                               |
| (Nr. 8)   | 3     | 8. Oktober 1848                 | 17 028            | 1 445           | 8,5 %             | Johann Rudolf Schneider Johann Rudolf Vogel Friedrich Sigmund Kohler | FL FL FL       | 0 959 0 865 0 763                                           | 66,4 % 59,9 % 52,8 %                                                  |
| (Nr. 9)   | 3     | 8. Oktober 1848                 | 13 365            | 1 887           | 14,1 %            | Ulrich Ochsenbein Karl Neuhaus Jakob Stämpfli Johann Rudolf Schneider | FL LM FL FL    | 1 449 1 343 0 842 0 812                                     | 76,8 % 71,2 % 44,6 % 43,0 %                                           |
| (Nr. 9)   | 3     | 22. Oktober 1848 (2. Wahlgang)  | 13 365            | 1 763           | 13,2 %            | Jakob Stämpfli Johann Rudolf Schneider | FL FL          | 0 961 0 802                                                 | 54,5 % 45,5 %                                                         |
| (Nr. 9)   | 3     | 5. November 1848 (3. Wahlgang)  | 13 365            | ca. 1 350       | 10,1 %            | Guillaume Henri Dufour Jakob Steiner | ER FL          | 0 673 0 378                                                 | 49,9 % 28,0 %                                                         |
| (Nr. 9)   | 3     | 12. November 1848 (4. Wahlgang) | 13 365            | 2 220           | 16,6 %            | Guillaume Henri Dufour Jakob Steiner | ER FL          | 1 467 0 753                                                 | 66,1 % 33,9 %                                                         |
| (Nr. 10)  | 3     | 8. Oktober 1848                 | 16 929            | 7 465           | 44,1 %            | Xavier Péquignot Xavier Stockmar Cyprien Revel Auguste Moschard | LM FL ER       | 6 179 4 242 2 846 1 964                                     | 82,8 % 56,8 % 38,1 % 26,3 %                                           |
| (Nr. 10)  | 3     | 22. Oktober 1848 (2. Wahlgang)  | 16 929            | 4 332           | 25,6 %            | Cyprien Revel Auguste Moschard | FL ER          | 3 234 0 986                                                 | 74,7 % 22,8 %                                                         |

### Kanton Freiburg (5 Sitze)
Die Regierung des nach dem Sonderbundskrieg noch immer militärisch besetzten Kantons Freiburg legte fünf Wahlkreise fest. In jedem dieser Wahlkreise durfte nur an einem Ort gewählt werden. Auf diese Weise sollte der Einfluss der früheren konservativen Machthaber und des katholischen Klerus möglichst verringert werden. Darüber hinaus wurden die Wähler dazu verpflichtet, vor der Stimmabgabe einen Eid auf die neue liberale Kantonsverfassung abzulegen.
| Wahlkreis | Sitze | Datum                          | Wahlbe- rechtigte | Anzahl Wählende | Wahlbe- teiligung | Gewählte und Nichtgewählte               | Partei | Stimmen         | Anteil        |
| --------- | ----- | ------------------------------ | ----------------- | --------------- | ----------------- | ---------------------------------------- | ------ | --------------- | ------------- |
| 1         | 1     | 20. Oktober 1848               | 3 251             | ca. 100         | 3,2 %             | Jacques-Joseph Remy                      | FL     | ca. 100         | 100,0 %       |
| 2         | 1     | 20. Oktober 1848               | 4 531             | ca. 1 500       | 33,1 %            | Nicolas Glasson                          | FL     | ca. 1 500       | 100,0 %       |
| 3         | 1     | 20. Oktober 1848               | 2 758             | ca. 160         | 5,8 %             | Christophe Joachim Marro Adrien Monnerat | FL KK  | ca. 88 ca. 82   | 55,0 % 51,3 % |
| 4         | 1     | 27. Oktober 1848               | 5 220             | ca. 1 700       | 32,6 %            | Jean Folly                               | FL     | ca. 1 650       | 97,1 %        |
| 5         | 1     | 20. Oktober 1848               | 3 940             | ca. 680         | 17,3 %            | Hubert Charles François-Xavier Badoud    | KK LM  | ca. 380 ca. 300 | 55,9 % 44,1 % |
| 5         | 1     | 31. Oktober 1848 (2. Wahlgang) | ca. 4 000         | ca. 680         | 17,0 %            | François-Xavier Badoud                   | LM     | ca. 680         | 100,0 %       |

### Kanton Genf (3 Sitze)
Die Genfer Kantonsregierung annullierte den ersten Wahlgang, weil die Zahl der eingegangenen Wahlzettel höher gewesen sein soll als die Zahl der ausgeteilten Wahlzettel. In Wirklichkeit akzeptierten die Radikalen den Wahlsieg der gemässigten Liberalen nicht und drängten die Regierung dazu, die Ergebnisse nicht anzuerkennen. Die gemässigten Liberalen verweigerten die Teilnahme am zweiten Wahlgang, erhielten aber trotzdem etliche Sympathiestimmen. Guillaume Henri Dufour kandidierte derweil erfolgreich im Kanton Bern.
| Wahlkreis | Sitze | Datum                          | Wahlbe- rechtigte | Anzahl Wählende | Wahlbe- teiligung | Gewählte und Nichtgewählte                                                                                            | Partei      | Stimmen                             | Anteil                                    |
| --------- | ----- | ------------------------------ | ----------------- | --------------- | ----------------- | --- | ----------- | ----------------------------------- | ----------------------------------------- |
| (Nr. 49)  | 3     | 22. Oktober 1848               | ca. 12 000        | ca. 7 760       | 64,7 %            | Guillaume Henri Dufour Henri Cramer Louis-Apollonie de Montfalcon Alexandre-Félix Alméras Joseph Girard Albert Galeer | LM LM FL FL | 4 145 3 675 3 517 3 513 3 483 2 845 | 53,4 % 47,4 % 45,3 % 45,3 % 44,9 % 36,7 % |
| (Nr. 49)  | 3     | 28. Oktober 1848 (2. Wahlgang) | ca. 12 000        | 5 792           | 48,3 %            | Jean-Jacques Castoldi Joseph Girard Alexandre-Félix Alméras Guillaume Henri Dufour Henri Cramer                       | FL FL LM LM | 5 007 4 697 4 552 1 260 0 576       | 86,4 % 81,1 % 78,6 % 21,8 % 09,9 %        |

### Kanton Glarus (1 Sitz)
| Wahlkreis | Sitze | Datum            | Gewählte     | Partei |
| --------- | ----- | ---------------- | ------------ | ------ |
| (Nr. 18)  | 1     | 22. Oktober 1848 | Caspar Jenny | FL     |

### Kanton Graubünden (4 Sitze)
| Wahlkreis  | Sitze | Datum                      | Wahlbe- rechtigte | Anzahl Wählende | Wahlbe- teiligung | Gewählte und Nichtgewählte                                           | Partei   | Stimmen           | Anteil               |
| ---------- | ----- | -------------------------- | ----------------- | --------------- | ----------------- | -------------------------------------------------------------------- | -------- | ----------------- | -------------------- |
| 1 (Nr. 32) | 1     | 1. Oktober 1848            | 5 917             | 3 130           | 52,9 %            | Johann Baptista Bavier Philipp Hössli Giuseppe a Marca               | ER FL LM | 1 379 0 529 0 353 | 44,1 % 16,9 % 11,2 % |
| 1 (Nr. 32) | 1     | Oktober 1848 (2. Wahlgang) | 5 917             | 2 902           | 49,0 %            | Johann Baptista Bavier Raget Abys Johann Anton Casparis sr.          | ER FL LM | 2 009 0 426 0 256 | 69,2 % 14,7 % 08,8 % |
| 2 (Nr. 35) | 1     | 1. Oktober 1848            | 5 278             | 3 244           | 61,5 %            | Alois de Latour Remigius Peterelli                                   | FL KK    | 1 909 0 232       | 59,2 % 07,2 %        |
| 3 (Nr. 34) | 1     | 1. Oktober 1848            | 5 475             | 3 033           | 55,4 %            | Georg Michel Johann Rudolf Brosi                                     | FL FL    | 1 375 0 732       | 45,3 % 24,1 %        |
| 3 (Nr. 34) | 1     | Oktober 1848 (2. Wahlgang) | 5 475             | 3 815           | 69,7 %            | Georg Michel Johann Rudolf Brosi                                     | FL FL    | 2 616 0 798       | 68,6 % 20,9 %        |
| 4 (Nr. 33) | 1     | 1. Oktober 1848            | 5 330             | ca. 2 500       | 46,9 %            | Andreas Rudolf von Planta Anton Philipp Ganzoni Peter Lorenz Steiner | LM FL FL | 1 250 0 600 0 300 | 50,0 % 24,0 % 12,0 % |

### Kanton Luzern (6 Sitze)
Um den Einfluss der Katholisch-Konservativen möglichst gering zu halten, konnte nur an sechs Wahlversammlungen mit offener, von Regierungsvertretern geleiteter Stimmabgabe gewählt werden. Die Ergebnisse wurden daraufhin zusammengezählt, wobei es sich aber lediglich um grobe Schätzungen handelt.
| Wahlkreis     | Sitze | Datum            | Wahlbe- rechtigte | Anzahl Wählende | Wahlbe- teiligung | Gewählte und Nichtgewählte | Partei               | Stimmen                     | Anteil                                               |
| ------------- | ----- | ---------------- | ----------------- | --------------- | ----------------- | --- | -------------------- | --------------------------- | ---------------------------------------------------- |
| ganzer Kanton | 6     | 18. Oktober 1848 | ca. 26 500        | ca. 14 500      | 54,7 %            | Jakob Robert Steiger Johann Jakob Heller Philipp Anton von Segesser Casimir Pfyffer Anton Schnyder Jakob Kopp Jost Weber Jost Peyer Josef Georg Bossard Karl Anton Fischer Josef Banz | FL FL KK FL LM KK KK | 2 500 2 500 1 500 0 500 ? ? | 17,2 % 17,2 % 17,2 % 17,2 % 17,2 % 10,3 % 03,4 % ? ? |

### Kanton Neuenburg (3 Sitze)
| Wahlkreis | Sitze | Datum            | Wahlbe- rechtigte | Anzahl Wählende | Wahlbe- teiligung | Gewählte und Nichtgewählte                                                                      | Partei      | Stimmen                             | Anteil                                    |
| --------- | ----- | ---------------- | ----------------- | --------------- | ----------------- | ----------------------------------------------------------------------------------------------- | ----------- | ----------------------------------- | ----------------------------------------- |
| (Nr. 48)  | 3     | 15. Oktober 1848 | ca. 16 000        | 7 120           | 44,5 %            | Frédéric Lambelet Louis-Eugène Favre Jules Matthey Frédéric de Perrot Charles Lardy Jules Cuche | FL FL ER ER | 6 091 6 088 6 043 1 003 0 996 0 950 | 85,5 % 85,5 % 84,9 % 14,1 % 14,0 % 13,3 % |

### Kanton Nidwalden (1 Sitz)
| Wahlkreis | Sitze | Datum            | Gewählte und Nichtgewählte      | Partei |
| --------- | ----- | ---------------- | ------------------------------- | ------ |
| (Nr. 17)  | 1     | 22. Oktober 1848 | Melchior Wyrsch Ludwig Businger | KK FL  |

### Kanton Obwalden (1 Sitz)
| Wahlkreis | Sitze | Datum            | Gewählte und Nichtgewählte              | Partei   |
| --------- | ----- | ---------------- | --------------------------------------- | -------- |
| (Nr. 16)  | 1     | 22. Oktober 1848 | Franz Wirz Alois Michel Nikolaus Durrer | KK FL FL |

### Kanton Schaffhausen (2 Sitze)
| Wahlkreis | Sitze | Datum                          | Wahlbe- rechtigte | Anzahl Wählende | Wahlbe- teiligung | Gewählte und Nichtgewählte | Partei            | Stimmen                             | Anteil                                    |
| --------- | ----- | ------------------------------ | ----------------- | --------------- | ----------------- | --- | ----------------- | ----------------------------------- | ----------------------------------------- |
| (Nr. 25)  | 3     | 8. Oktober 1848                | 6 111             | 2 913           | 47,7 %            | Johann Georg Böschenstein Friedrich Peyer im Hof Ferdinand von Waldkirch Karl Hektor Ehrmann Zacharias Gysel Johann Georg Fuog | FL FL ER FL LM FL | 1 352 0 990 0 727 0 458 0 292 0 268 | 46,4 % 34,0 % 25,0 % 15,7 % 10,0 % 09,2 % |
| (Nr. 25)  | 3     | 15. Oktober 1848 (2. Wahlgang) | 6 111             | 1 842           | 30,1 %            | Johann Georg Böschenstein Friedrich Peyer im Hof Johann Georg Fuog Zacharias Gysel                                             | FL FL LM          | 1 648 0 281 0 221 0 199             | 85,5 % 15,3 % 12,0 % 10,8 %               |
| (Nr. 25)  | 3     | 19. Oktober 1848 (3. Wahlgang) | 6 111             | 1 753           | 28,7 %            | Friedrich Peyer im Hof | FL                | 1 053                               | 60,1 %                                    |

### Kanton Schwyz (2 Sitze)
| Wahlkreis  | Sitze | Datum                           | Wahlbe- rechtigte | Anzahl Wählende | Wahlbe- teiligung | Gewählte und Nichtgewählte                                             | Partei   | Stimmen     | Anteil               |
| ---------- | ----- | ------------------------------- | ----------------- | --------------- | ----------------- | ---------------------------------------------------------------------- | -------- | ----------- | -------------------- |
| Nord / Süd | 2     | 22. Oktober 1848                | ca. 12 100        | ?               | ?                 | Dominik Kündig (Süd) Franz Anton Oetiker (Nord)                        | ? ?      | ? ?         | ? ?                  |
| Nord / Süd | 2     | 11. November 1848 (2. Wahlgang) | ca. 12 100        | 1 375           | 11,4 %            | Franz Karl Schuler (Süd) Karl Styger (Süd) Johann A. Steinegger (Nord) | LM LM KK | 446 331 330 | 32,4 % 24,1 % 24,0 % |

### Kanton Solothurn (3 Sitze)
| Wahlkreis | Sitze | Datum           | Wahlbe- rechtigte | Anzahl Wählende | Wahlbe- teiligung | Gewählte und Nichtgewählte                                                                                  | Partei         | Stimmen                                   | Anteil                                           |
| --------- | ----- | --------------- | ----------------- | --------------- | ----------------- | --- | -------------- | ----------------------------------------- | ------------------------------------------------ |
| (Nr. 22)  | 3     | 8. Oktober 1848 | 15 374            | 7 055           | 45,9 %            | Johann Jakob Trog Niklaus Pfluger Benjamin Brunner Simon Lack Franz Brunner Urs Josef Dietler Johann Mollet | FL FL LM FL LM | 4 890 4 451 4 202 1 984 1 715 0 844 0 783 | 69,3 % 63,1 % 59,6 % 28,1 % 24,3 % 12,0 % 11,1 % |

### Kanton St. Gallen (8 Sitze)
| Wahlkreis    | Sitze | Datum            | Wahlbe- rechtigte | Anzahl Wählende | Wahlbe- teiligung | Gewählte und Nichtgewählte                                                                  | Partei      | Stimmen                 | Anteil                      |
| ------------ | ----- | ---------------- | ----------------- | --------------- | ----------------- | ------------------------------------------------------------------------------------------- | ----------- | ----------------------- | --------------------------- |
| I (Nr. 28)   | 2     | 15. Oktober 1848 | 11 800            | 7 163           | 60,7 %            | Joseph Marzell Hoffmann Franz Eduard Erpf Johann Philipp Weidmann Benedikt Höfliger         | FL FL KK KK | 4 045 3 856 2 934 2 821 | 57,4 % 54,7 % 41,6 % 40,0 % |
| II (Nr. 29)  | 2     | 15. Oktober 1848 | 11 516            | 8 065           | 69,5 %            | Josef Leonhard Bernold Johann Baptist Weder Josef Guldin Michael August Wegelin             | FL FL KK ER | 5 166 4 897 2 967 2 539 | 64,6 % 61,2 % 37,1 % 31,7 % |
| III (Nr. 30) | 2     | 15. Oktober 1848 | 12 036            | 8 173           | 67,4 %            | Dominik Gmür Johann Jakob Steger Xaver Rickenmann Johann Georg Anderegg                     | FL LM KK ER | 4 606 4 451 3 448 3 409 | 56,9 % 55,0 % 42,6 % 42,1 % |
| IV (Nr. 31)  | 2     | 15. Oktober 1848 | 11 848            | 8 202           | 68,5 %            | Johann M. Hungerbühler Johann Georg Anderegg Gallus Jakob Baumgartner August von Gonzenbach | FL LM KK ER | 4 215 4 138 3 795 3 739 | 52,0 % 51,0 % 46,8 % 46,1 % |

### Kanton Tessin (6 Sitze)
1848 bildete der ganze Kanton Tessin das einzige Mal in der Majorz-Ära einen einheitlichen Wahlkreis. 1851 erfolgte eine Aufteilung in zwei Wahlkreise.
| Wahlkreis                   | Sitze | Datum            | Wahlbe- rechtigte | Anzahl Wählende | Wahlbe- teiligung | Gewählte und Nichtgewählte | Partei      | Stimmen                                                                 | Anteil                                                                              |
| --------------------------- | ----- | ---------------- | ----------------- | --------------- | ----------------- | --- | ----------- | ----------------------------------------------------------------------- | ----------------------------------------------------------------------------------- |
| ganzer Kanton ein Wahlkreis | 6     | 22. Oktober 1848 | ca. 22 000        | ca. 12 500      | 56,8 %            | Stefano Franscini Giacomo Luvini Giovanni Battista Pioda Benigno Soldini Giovanni Jauch Carlo Battaglini Michele Pedrazzini Cristofero Cattaneo Rocco Bonzanigo Pietro Matti Giovanni Polar Giorgio Riva | FL FL KK KK | 7 811 7 472 7 414 7 375 7 113 6 887 4 813 4 528 4 343 4 207 3 447 2 635 | 62,5 % 59,8 % 59,3 % 59,0 % 56,9 % 55,1 % 38,5 % 36,2 % 34,7 % 33,7 % 27,6 % 21,1 % |
| ganzer Kanton ein Wahlkreis | 6     | 22. Februar 1849 | ca. 22 000        | 5 041           | 22,9 %            | Severino Guscetti Cristofero Cattaneo Michele Pedrazzini | FL KK KK    | 4 726 0 181 00 53                                                       | 93,8 % 03,6 % 01,1 %                                                                |

### Kanton Thurgau (4 Sitze)
Der Kanton Thurgau war 1848 das einzige Mal in der Majorz-Ära in vier Wahlkreise mit je einem Sitz eingeteilt.
| Wahlkreis | Sitze | Datum                          | Wahlbe- rechtigte | Anzahl Wählende | Wahlbe- teiligung | Gewählte und Nichtgewählte                                                       | Partei      | Stimmen                 | Anteil                      |
| --------- | ----- | ------------------------------ | ----------------- | --------------- | ----------------- | -------------------------------------------------------------------------------- | ----------- | ----------------------- | --------------------------- |
| I         | 1     | 5. Oktober 1848                | 5 126             | 3 749           | 73,1 %            | Johann Georg Kreis Jakob Keller Johann Konrad Kern                               | FL DL FL    | 2 227 0 629 0 347       | 59,4 % 16,8 % 09,3 %        |
| II        | 1     | 5. Oktober 1848                | 5 224             | 4 837           | 92,6 %            | Johann Konrad Kern                                                               | FL          | 4 424                   | 91,5 %                      |
| III       | 1     | 5. Oktober 1848                | 5 224             | 4 149           | 79,4 %            | Johann Konrad Kern Philipp Gottlieb Labhardt Augustin Ramsperger                 | FL DL KK    | 0 954 0 904 0 530       | 23,0 % 21,8 % 12,8 %        |
| III       | 1     | 15. Oktober 1848 (2. Wahlgang) | 5 224             | 4 358           | 82,2 %            | Philipp Gottlieb Labhardt Johann Baptist von Streng                              | DL LM       | 2 624 0 967             | 60,2 % 22,2 %               |
| IV        | 1     | 9. Oktober 1848                | 5 126             | 4 126           | 80,5 %            | Johann Konrad Kern Johann Georg Rauch                                            | FL DL       | 1 972 0 430             | 47,8 % 10,4 %               |
| IV        | 1     | 12. Oktober 1848 (2. Wahlgang) | 5 126             | ca. 3 000       | 57,7 %            | Johann Georg Rauch Augustin Ramsperger Johann Ludwig Sulzberger                  | DL KK LM    | 1 429 0 605 0 510       | 47,6 % 20,2 % 17,0 %        |
| IV        | 1     | 22. Oktober 1848 (3. Wahlgang) | 5 126             | ca. 4 000       | 76,9 %            | Johann Georg Rauch Johann Ludwig Sulzberger Augustin Ramsperger Joachim Bachmann | DL LM KK FL | 1 609 1 152 0 680 0 259 | 40,2 % 28,8 % 17,0 % 06,5 % |
| IV        | 1     | 26. Oktober 1848 (4. Wahlgang) | 5 126             | 4 059           | 78,1 %            | Johann Georg Rauch Johann Ludwig Sulzberger Augustin Ramsperger                  | DL LM KK    | 2 264 1 368 0 391       | 55,8 % 33,7 % 09,6 %        |

### Kanton Uri (1 Sitz)
| Wahlkreis | Sitze | Datum            | Gewählte und Nichtgewählte                               | Partei   |
| --------- | ----- | ---------------- | -------------------------------------------------------- | -------- |
| (Nr. 14)  | 1     | 22. Oktober 1848 | Florian Lusser Jakob Gallus Baumgartner Alexander Muheim | KK KK FL |

### Kanton Waadt (9 Sitze)
| Wahlkreis    | Sitze | Datum                          | Wahlbe- rechtigte | Anzahl Wählende | Wahlbe- teiligung | Gewählte und Nichtgewählte                                                                                             | Partei         | Stimmen                                   | Anteil                                           |
| ------------ | ----- | ------------------------------ | ----------------- | --------------- | ----------------- | --- | -------------- | ----------------------------------------- | ------------------------------------------------ |
| I (Nr. 42)   | 3     | 8. Oktober 1848                | 15 500            | 7 382           | 47,6 %            | Louis Blanchenay Jules Eytel François Veillon Auguste de Loës Jean Muret Louis Pellis                                  | FL DL FL LM LM | 4 992 4 942 4 534 2 280 2 177 1 750       | 67,6 % 66,9 % 61,4 % 30,9 % 29,5 % 23,7 %        |
| II (Nr. 44)  | 3     | 8. Oktober 1848                | 17 444            | 9 058           | 51,9 %            | Benjamin Pittet Charles Vittel Rodolphe Soutter Louis Frossard Charles Bontems Jean Schopfer                           | FL FL LM LM    | 6 830 6 132 6 114 2 501 2 146 2 066       | 74,5 % 67,7 % 67,5 % 27,6 % 23,7 % 22,8 %        |
| III (Nr. 43) | 3     | 8. Oktober 1848                | 16 632            | 9 641           | 58,0 %            | Daniel Grivaz Abram-Daniel Meystre Jean-François Bettex Henri-Louis Tavel Henri Jan Gustave Jaccard Emmanuel Bourgeois | FL DL FL LM LM | 5 932 5 778 4 099 2 792 2 763 2 412 2 322 | 61,5 % 59,9 % 42,5 % 29,0 % 28,7 % 25,0 % 24,1 % |
| III (Nr. 43) | 3     | 15. Oktober 1848 (2. Wahlgang) | ca. 16 600        | 7 286           | 43,9 %            | Jean-François Bettex Emmanuel Bourgeois                                                                                | FL LM          | 4 563 2 029                               | 62,6 % 27,8 %                                    |

### Kanton Wallis (4 Sitze)
| Wahlkreis    | Sitze | Datum            | Wahlbe- rechtigte | Anzahl Wählende | Wahlbe- teiligung | Gewählte und Nichtgewählte                        | Partei   | Stimmen           | Anteil               |
| ------------ | ----- | ---------------- | ----------------- | --------------- | ----------------- | ------------------------------------------------- | -------- | ----------------- | -------------------- |
| I (Nr. 45)   | 1     | 15. Oktober 1848 | 5 463             | 2 742           | 50,2 %            | Joseph Anton Clemenz Franz Taffiner               | KK KK    | 1 453 0 331       | 53,0 % 12,1 %        |
| II (Nr. 46)  | 1     | 15. Oktober 1848 | 5 185             | 2 237           | 43,1 %            | Antoine de Riedmatten Joseph Rion                 | KK LM    | 1 452 0 279       | 64,9 % 12,5 %        |
| III (Nr. 47) | 1     | 15. Oktober 1848 | 4 776             | 1 260           | 26,4 %            | Maurice Barman Maurice-Eugène Filliez             | FL FL    | 0 928 0 148       | 73,7 % 11,7 %        |
| IV (Nr. 47)  | 1     | 15. Oktober 1848 | 4 776             | 1 315           | 27,5 %            | Adrien-Félix Pottier Maurice Barman Antoine Luder | FL FL KK | 0 810 0 243 0 207 | 61,6 % 18,5 % 15,7 % |

### Kanton Zug (1 Sitz)
| Wahlkreis | Sitze | Datum            | Wahlbe- rechtigte | Anzahl Wählende | Wahlbe- teiligung | Gewählte und Nichtgewählte           | Partei | Stimmen     | Anteil        |
| --------- | ----- | ---------------- | ----------------- | --------------- | ----------------- | ------------------------------------ | ------ | ----------- | ------------- |
| (Nr. 19)  | 1     | 22. Oktober 1848 | 3 740             | 2 668           | 71,3 %            | Silvan Schwerzmann Josef Anton Schön | KK FL  | 1 968 0 700 | 73,8 % 26,2 % |

### Kanton Zürich (12 Sitze)
| Wahlkreis | Sitze | Datum                           | Wahlbe- rechtigte | Anzahl Wählende | Wahlbe- teiligung | Gewählte und Nichtgewählte                                                                                         | Partei            | Stimmen                             | Anteil                                    |
| --------- | ----- | ------------------------------- | ----------------- | --------------- | ----------------- | --- | ----------------- | ----------------------------------- | ----------------------------------------- |
| (Nr. 1)   | 3     | 15. Oktober 1848                | 15 652            | 4 049           | 25,9 %            | Georg Joseph Sidler Alfred Escher Johann Jakob Wieland Paul Carl Eduard Ziegler Hans Konrad von Muralt             | FL FL ER ER       | 2 881 2 764 2 722 1 240 0 988       | 71,2 % 68,3 % 67,2 % 30,6 % 24,4 %        |
| (Nr. 2)   | 3     | 15. Oktober 1848                | 15 361            | 2 995           | 19,5 %            | Johann Heinrich Fierz Hans Konrad von Muralt Johannes Wild                                                         | FL ER FL          | 2 193 2 015 1 845                   | 73,2 % 67,3 % 61,6 %                      |
| (Nr. 2)   | 3     | 22. Oktober 1848 (2. Wahlgang)  | 15 361            | 2 700           | 17,6 %            | Hans Heinrich Hürlimann Rudolf Bollier Paul Carl Eduard Ziegler                                                    | FL FL ER          | 2 195 1 513 0 884                   | 81,3 % 56,0 % 32,7 %                      |
| (Nr. 3)   | 3     | 15. Oktober 1848                | 15 072            | 3 429           | 22,8 %            | Johann Jakob Müller Heinrich Rüegg Heinrich Homberger Heinrich Guyer Hans Heinrich Zangger Johann Jakob Scheuchzer | FL FL DL ER FL ER | 2 618 1 782 1 064 0 752 0 361 0 344 | 82,2 % 52,0 % 31,0 % 21,9 % 10,5 % 10,0 % |
| (Nr. 3)   | 3     | 22. Oktober 1848 (2. Wahlgang)  | 15 072            | 3 395           | 22,5 %            | Heinrich Homberger Heinrich Guyer Johann Jakob Scheuchzer                                                          | DL ER ER          | 1 486 1 255 0 524                   | 43,8 % 37,0 % 15,4 %                      |
| (Nr. 3)   | 3     | 29. Oktober 1848 (3. Wahlgang)  | 15 072            | 6 195           | 41,1 %            | Heinrich Homberger Heinrich Guyer                                                                                  | DL ER             | 3 302 2 854                         | 53,3 % 46,1 %                             |
| (Nr. 4)   | 3     | 15. Oktober 1848                | 15 480            | 3 377           | 21,7 %            | Georg Joseph Sidler Felix Weidmann Rudolf Benz Jakob Meyer David Unholz Ulrich Meister sr.                         | FL FL ER FL       | 1 691 1 521 1 378 1 077 0 704 0 324 | 50,1 % 45,0 % 40,8 % 31,9 % 20,8 % 09,6 % |
| (Nr. 4)   | 3     | 22. Oktober 1848 (2. Wahlgang)  | 15 480            | 2 552           | 16,5 %            | Rudolf Benz David Unholz Jakob Meyer                                                                               | FL FL ER          | 1 002 0 527 0 508                   | 39,3 % 20,7 % 19,9 %                      |
| (Nr. 4)   | 3     | 22. Oktober 1848 (3. Wahlgang)  | 15 480            | 2 564           | 16,6 %            | Rudolf Benz David Unholz Jakob Meyer                                                                               | FL FL ER          | 1 231 0 932 0 284                   | 48,0 % 36,3 % 11,1 %                      |
| (Nr. 4)   | 3     | 29. Oktober 1848 (4. Wahlgang)  | 15 480            | 2 650           | 17,1 %            | Rudolf Benz Jakob Meyer Paul Carl Eduard Ziegler David Unholz                                                      | FL FL ER ER       | 2 316 1 287 0 806 0 451             | 87,4 % 48,6 % 30,4 % 17,0 %               |
| (Nr. 4)   | 3     | 11. November 1848 (5. Wahlgang) | 15 480            | 2 331           | 15,1 %            | Paul Carl Eduard Ziegler Jakob Meyer                                                                               | ER FL             | 1 499 0 818                         | 64,3 % 35,1 %                             |

## Ersatzwahlen bis 1851
Aufgrund von Vakanzen während der darauf folgenden 1. Legislaturperiode fanden 19 Ersatzwahlen in 17 Wahlkreisen statt.
| Wahlkreis / Kanton | Ersatz für                | Datum                       | Wahlbe- rechtigte | Anzahl Wählende | Wahlbe- teiligung | Gewählte und Nichtgewählte                           | Partei   | Stimmen              | Anteil               |
| ------------------ | ------------------------- | --------------------------- | ----------------- | --------------- | ----------------- | ---------------------------------------------------- | -------- | -------------------- | -------------------- |
| Nr. 1 (ZH)         | Johann Jakob Wieland      | 11. Februar 1849            | 15 888            | 1 304           | 8,2 %             | Jakob Dubs Christian Beyel                           | FL ER    | 00 939 00 109        | 72,0 % 08,4 %        |
| Nr. 2 (ZH)         | Rudolf Bollier            | 9. April 1849               | 15 327            | 1 048           | 6,8 %             | Karl Adolf Huber Ludwig Snell                        | FL DL    | 00 617 00 223        | 58,9 % 21,3 %        |
| Nr. 2 (ZH)         | Johannes Wild             | 23. September 1849          | 13 436            | 889             | 6,6 %             | Hermann Stadtmann Ludwig Snell                       | FL DL    | 00 639 000 53        | 71,9 % 06,0 %        |
| Nr. 3 (ZH)         | Johann Jakob Müller       | 16. März 1851               | 14 972            | 2 045           | 13,7 %            | Rudolf Wäffler Heinrich Gujer                        | FL ER    | 01 415 00 563        | 69,2 % 27,5 %        |
| Nr. 4 (ZH)         | Felix Weidmann            | 30. September 1849          | 15 450            | 1 203           | 7,8 %             | Johann Jakob Ryffel Hans Konrad Pestalozzi           | FL ER    | 00 906 00 149        | 75,3 % 12,4 %        |
| Nr. 5 (BE)         | Johann Karlen             | 7. Oktober 1850             | ca. 17 000        | 9 922           | 58,4 %            | Johannes Knechtenhofer Jakob Karlen                  | ER FL    | 05 622 04 300        | 56,7 % 43,3 %        |
| Nr. 7 (BE)         | Johann Schneider          | 21. April 1850              | ca. 16 500        | 4 197           | 25,7 %            | Johann U. Lehmann Christian Mauerhofer               | FL ER    | 02 292 01 905        | 54,6 % 45,4 %        |
| Nr. 9 (BE)         | Karl Neuhaus              | 8. Juli 1849                | ca. 13 200        | 1 484           | 11,2 %            | Johann Bützberger Eduard Blösch                      | FL ER    | 00 834 00 239        | 56,2 % 16,1 %        |
| Luzern             | Johann Jakob Heller       | 20. Oktober 1850            | 4 352             | 800–1000        | ?                 | Vinzenz Huber Josef Sigmund Bühler                   | FL FL    | ca. 600–800 ca. 200  | ? ?                  |
| Nr. 24 (BL)        | Johann Jakob Matt         | 15. April 1849              | ca. 10 250        | 3 283           | 32,0 %            | Johann H. Plattner Anton von Blarer                  | FL FL    | 01 828 01 091        | 55,7 % 33,2 %        |
| Nr. 25 (SH)        | Johann Georg Böschenstein | 10. März 1850               | ca. 6 000         | 2 055           | 34,3 %            | Johann Georg Fuog Julius Ziegler Karl Hektor Ehrmann | FL ER FL | 00 652 00 301 00 262 | 31,7 % 14,6 % 12,7 % |
| Nr. 25 (SH)        | Johann Georg Böschenstein | 17. März 1850 (2. Wahlgang) | ca. 6 000         | 2 060           | 34,3 %            | Johann Georg Fuog Johann Surbeck                     | FL ER    | 00 979 00 859        | 47,5 % 41,7 %        |
| Nr. 25 (SH)        | Johann Georg Böschenstein | 27. März 1850 (3. Wahlgang) | ca. 6 000         | 2 163           | 36,1 %            | Johann Georg Fuog Johann Surbeck                     | FL ER    | 01 500 00 236        | 69,3 % 10,9 %        |
| Nr. 28 (SG)        | Franz Eduard Erpf         | 23. März 1851               | ca. 11 800        | 6 681           | 56,6 %            | Jakob Ulrich Ritter Johann Joseph Müller             | FL KK    | 03 466 02 771        | 51,9 % 41,5 %        |
| 3 (GR)             | Georg Michel              | 18. November 1849           | ?                 | ?               | ?                 | Johann Rudolf Brosi                                  | FL       | ?                    | ?                    |
| Aargau             | Johann Dössekel           | 11. März 1849               | 43 625            | 32 019          | 73,4 %            | Friedrich Schmid Gregor Lützelschwab Franz Waller    | LM KK FL | 19 069 06 475 06 475 | 59,6 % 20,2 % 20,2 % |
| Aargau             | Karl Rudolf Tanner        | 9. September 1849           | 42 652            | 32 528          | 76,2 %            | Franz Waller Samuel Frey                             | FL LM    | 19 036 07 732        | 58,5 % 23,8 %        |
| IV (TG)            | Johann Georg Rauch        | 27. April 1851              | ca. 20 000        | 4 021           | 20,1 %            | Johann L. Sulzberger Augustin Ramsperger             | FL KK    | 02 035 00 570        | 50,6 % 14,2 %        |
| Tessin             | Carlo Battaglini          | 27. Oktober 1850            | ca. 11 600        | 3 903           | 33,6 %            | Agostino Demarchi                                    | FL       | 03 819               | 97,8 %               |
| II (VD)            | Rodolphe Soutter          | 10. März 1850               | ca. 15 600        | 7 700           | 49,4 %            | Constant Bourgeaud Charles Bontems Vincent Kehrwand  | FL LM FL | 02 659 02 498 01 390 | 34,5 % 32,4 % 18,1 % |
| II (VD)            | Rodolphe Soutter          | 17. März 1850 (2. Wahlgang) | ca. 15 600        | 10 283          | 65,9 %            | Vincent Kehrwand Charles Bontems Constant Bourgeaud  | FL LM FL | 04 433 03 259 02 376 | 43,1 % 31,7 % 23,1 % |
| Nr. 48 (NE)        | Jules Matthey             | 4. November 1849            | ca. 16 800        | 3 880           | 23,1 %            | Amédor Humbert-Droz                                  | FL       | 03 778               | 97,4 %               |

## Quelle
- Erich Gruner: Die Wahlen in den Schweizerischen Nationalrat 1848–1919. Band 3. Francke Verlag, Bern 1978, ISBN 3-7720-1445-3, S. 9–25.